# Decentraleyes
Decentraleyes ist eine quelloffene und freie Browsererweiterung mit der das Tracking von Nutzern durch Aufruf von Fremdbibliotheken in Content-Delivery-Systemen (CDN) von Websites in vielen Fällen unterbunden werden kann. Sie steht aktuell (Stand August 2020) für die Browser Firefox (einschl. ESR-Versionen), Pale Moon, Chrome und Opera in über 30 Sprachen zur Verfügung.

## Geschichte
Erstmals erschien Decentraleyes gegen Ende des Jahres 2015 als Erweiterung für den Firefox-Browser. Dezember 2016 entstand mit Local CDN ein Fork, der dazu diente die Funktionalität für den Chrome-Browser bereitzustellen, da Decentraleyes zu dem Zeitpunkt noch nicht für Chrome verfügbar war. Im Zuge der Neugestaltung von Mozillas Programmierschnittstelle für Firefox-Add-ons wurde der Programm-Code von Decentraleyes für die Version 2.0.0 im Oktober des Jahres 2017 komplett neu geschrieben. Dabei wurde neben allgemeiner Fehlerbeseitigung und Überarbeitung des Erscheinungsbildes auch eine Unterstützung für Sprachen eingebaut, die von rechts nach links geschrieben werden.

## Funktionsweise
Vereinfacht betrachtet unterbindet die Erweiterung den durch Websites initiierten Zugriff auf den jeweiligen externen Dienst für häufig anzutreffende Bibliotheken und stellt diese stattdessen lokal auf dem Rechner des Benutzers bereit. Somit erhält der externe Dienst auf diesem Weg keine Informationen mehr darüber, welche Websites von einem Rechner aufgerufen wurden, und über welche Themen sich ein Benutzer auf welchen Seiten informiert hat.

### Unterstützte CDN-Netzwerke
Google Hosted Libraries, Microsoft Ajax CDN, CDNJS (Cloudflare), jQuery CDN (MaxCDN), jsDelivr (MaxCDN), Yandex CDN, Baidu CDN, Sina Public Resources und UpYun Libraries.

## Nutzwert und Rezensionen
Die zunehmende Verbreitung von in Websites eingebundenen Drittanbieterscripten erlaubt ein Nutzertracking durch den Bereitsteller des Scriptes, der damit Einblick erhält, welcher Nutzer welche Seite wann aufgerufen hat. Möchte der Nutzer zum Schutz seiner Privatsphäre diese Informationen nicht abgeben, kann er mittels Werbeblocker das Laden solcher Scripte verhindern. Teilweise kann es jedoch dazu kommen, dass die Seite ohne die Scripte nicht richtig funktioniert oder keinen Inhalt mehr zeigt. Die Browsererweiterung Decentraleyes ermöglicht es, die Inhalte der Seiten korrekt angezeigt zu bekommen, ohne einem Dritten (Scriptanbieter) persönliche Daten preiszugeben. Es ist als Ergänzung zu bereits vorhandenen Werbeblockern wie uBlock Origin oder Adblock Plus zu sehen.
Jedoch wird der Nutzen für die Privatsphäre auch angezweifelt, bspw. durch den Versuch der Software sich nur auf einzelne bekannte Probleme zu konzentrieren und dabei mit unbekannten nicht umgehen zu können. Digitalcourage, sowie Privacy International empfehlen Decentraleyes zur Verbesserung der Privatsphäre.